# Ilex mitis
L'agrifoglio africano (Ilex mitis (L.) Radlk.), noto anche come agrifoglio del Capo, è una pianta della famiglia delle Aquifoliacee.

## Distribuzione e habitat
L'areale della specie comprende le zone afromontane di Kenya, Uganda, Sudafrica, Swaziland e Lesotho.